# Kaunertal (dal)
Het Kaunertal is een zijdal van het Oberinntal, gelegen in de Oostenrijkse deelstaat Tirol. Het dal buigt bij Prutz uit het Inndal af richting de Gepatschferner, een van Oostenrijks grootste gletsjers. De rivier Faggenbach stroomt door het Kaunertal.
De belangrijkste plaats in het dal is Feichten in de gemeente Kaunertal, dat halverwege het dal ligt. Naast de gemeente Kaunertal liggen ook de gemeenten Faggen, Kauns en Kaunerberg in het Kaunertal. Het dal is een beschermd natuurgebied.
Vanaf Feichten, dat het laatste dorp van het dal is, leidt de Kaunertaler Gletscherstrasse naar het zomerskigebied (2700-3150 meter boven NN) aan de Weissseeferner.
In de jaren zestig van de 20e eeuw is in het Kaunertal op een hoogte van 1765 meter boven NN een stuwdam aangelegd. Deze stuwdam, die volledig uit aarde is opgebouwd en met ter plaatse gewonnen stortstenen is bedekt, stuwt 138 000 000 m³ water op. Zo is het Gepatschspeicher ontstaan. Vanuit dit stuwmeer, loopt een 13,2 km lange waterleiding naar de krachtcentrale Kaunertalkraftwerk in Prutz. Hier wordt jaarlijks gemiddeld 681 GWh aan stroom opgewekt.